# Rudolfiella aurantiaca
Rudolfiella aurantiaca är en orkidéart som först beskrevs av John Lindley, och fick sitt nu gällande namn av Frederico Carlos Hoehne. Rudolfiella aurantiaca ingår i släktet Rudolfiella och familjen orkidéer. Inga underarter finns listade i Catalogue of Life.

## Bildgalleri

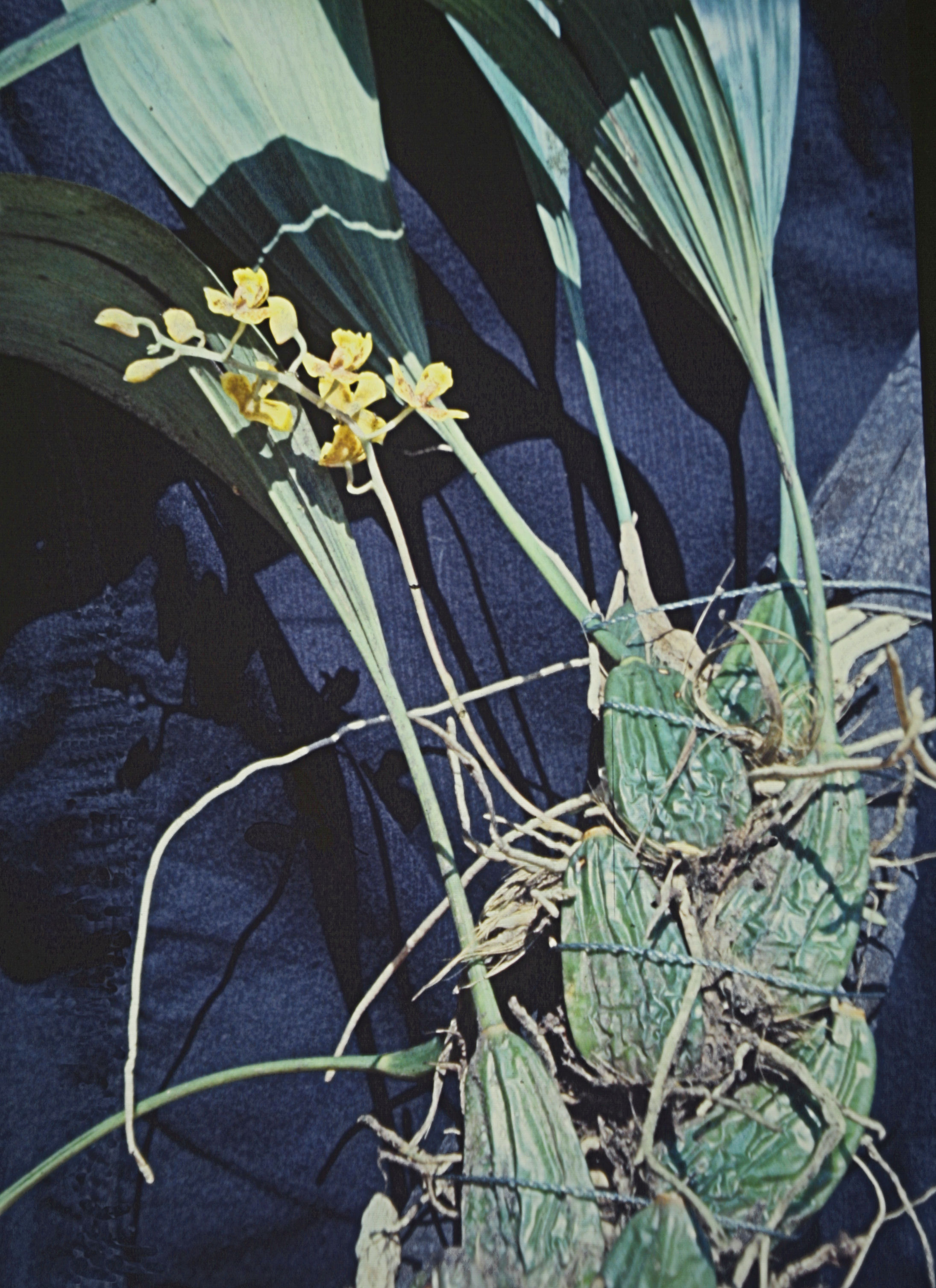
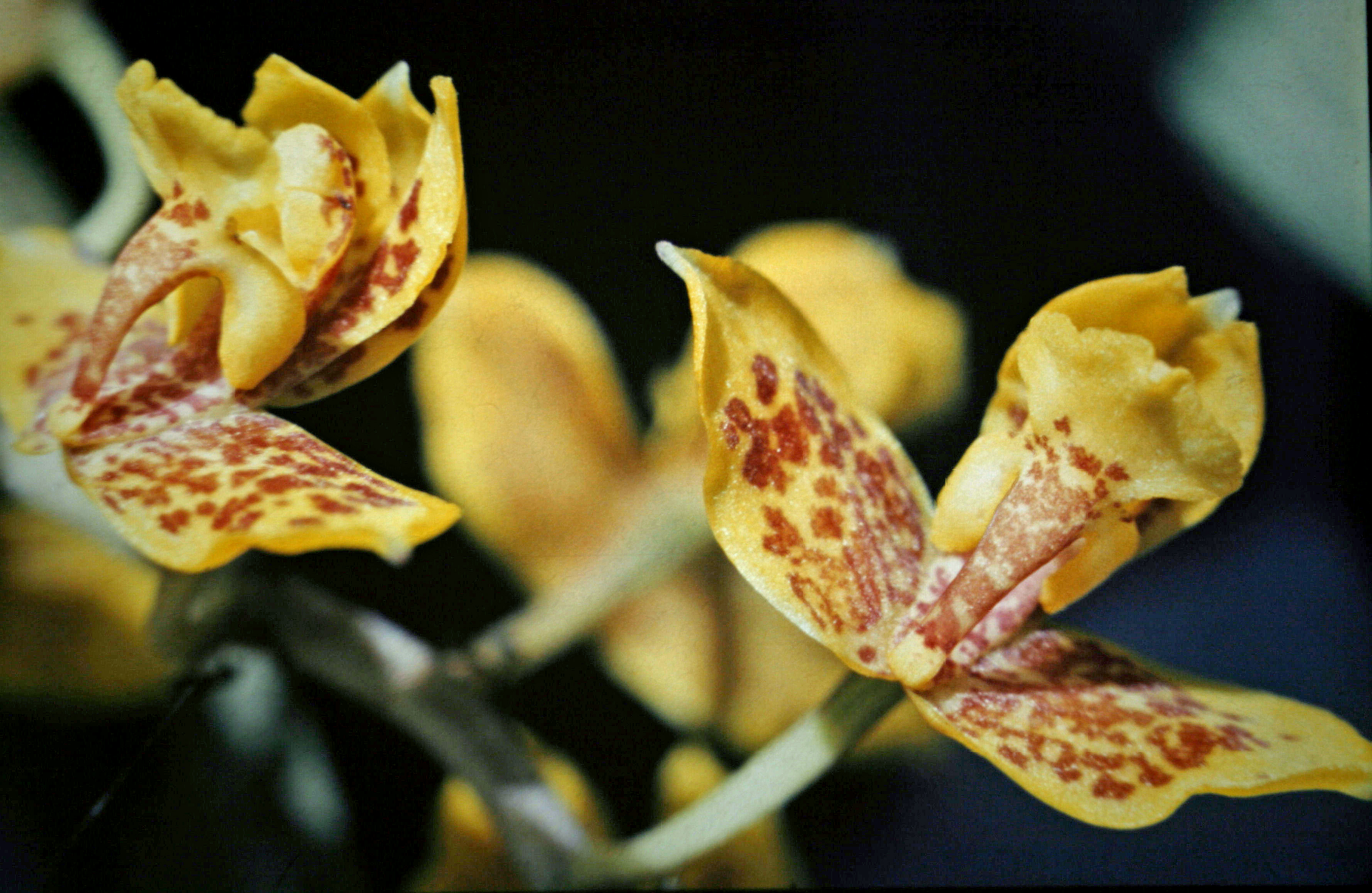
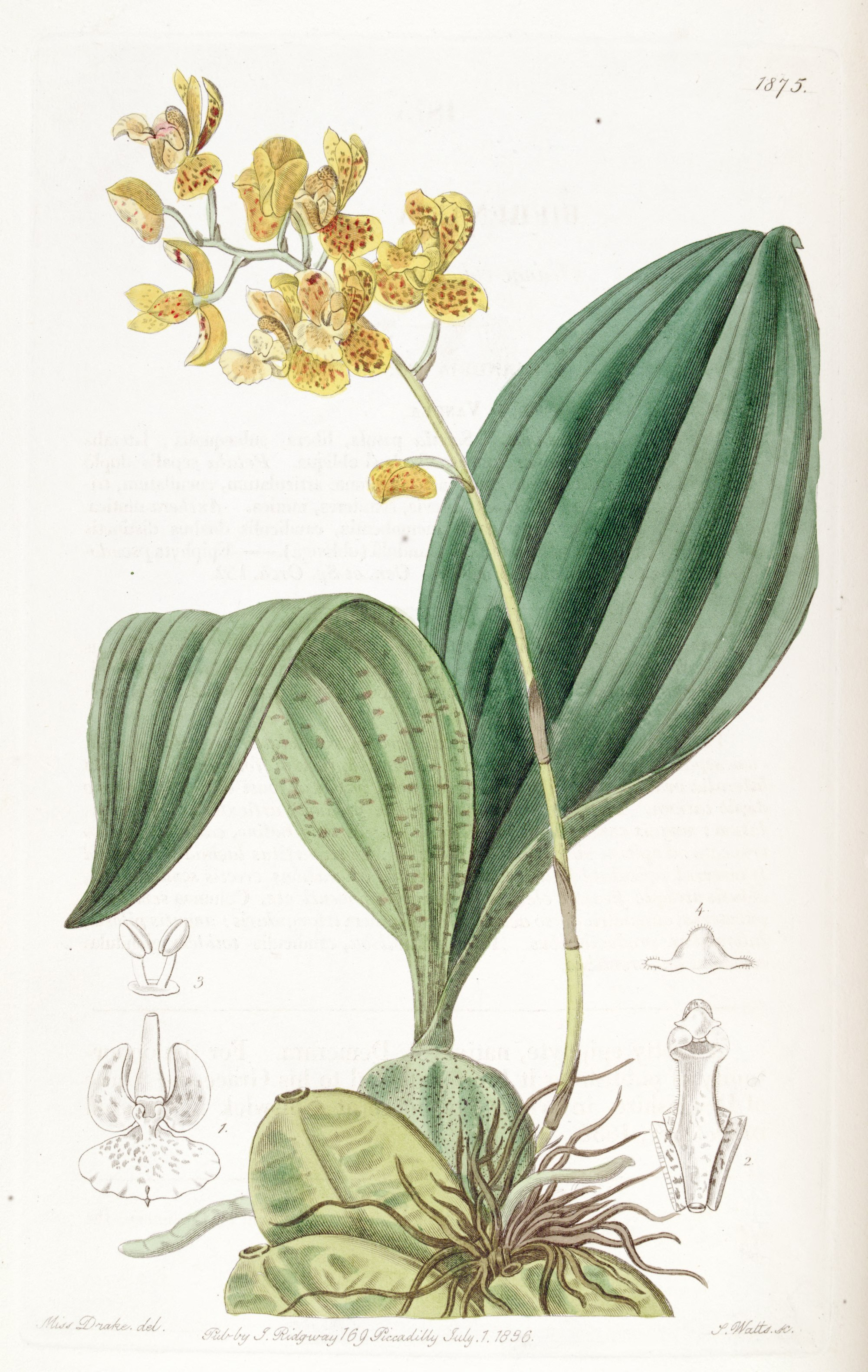
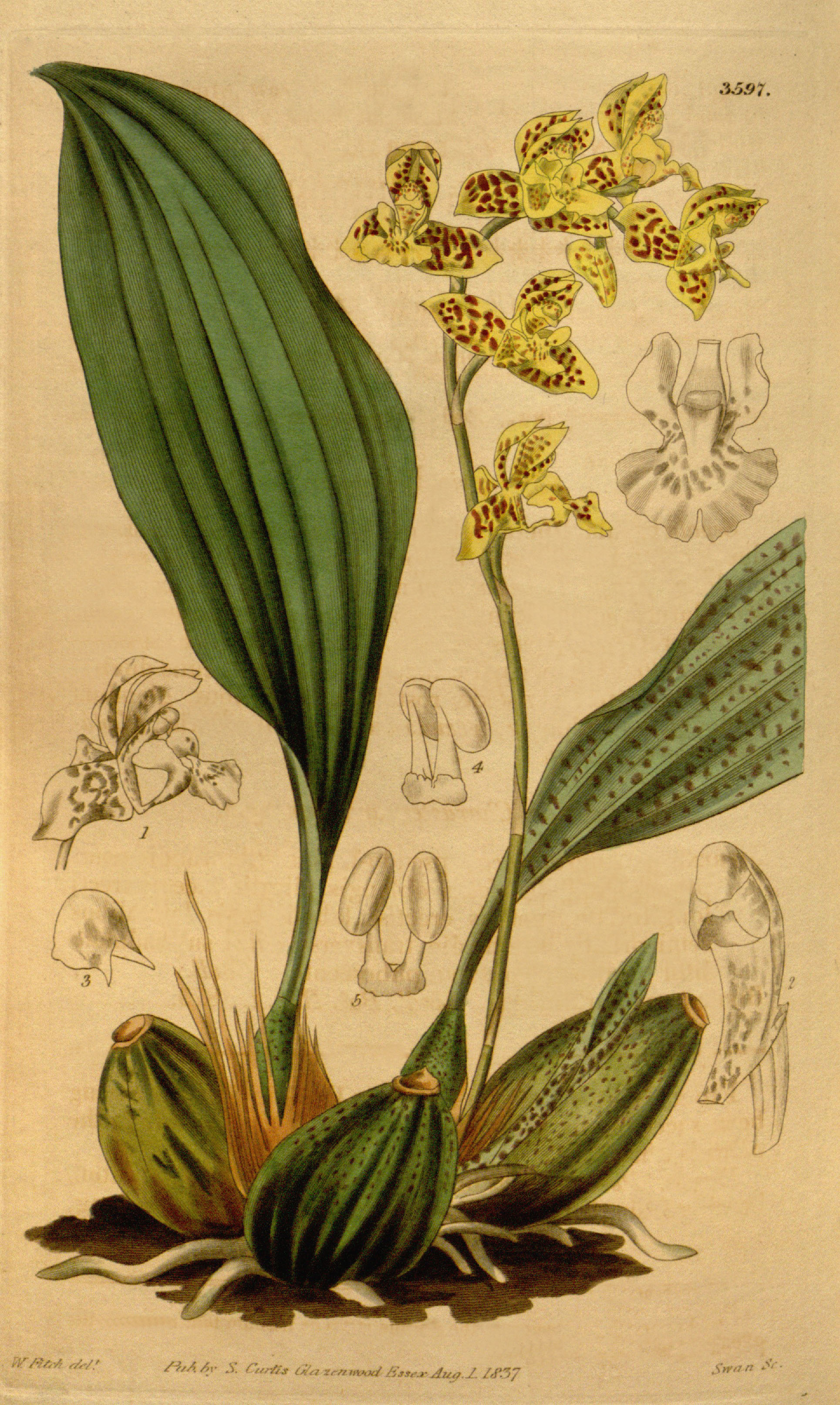
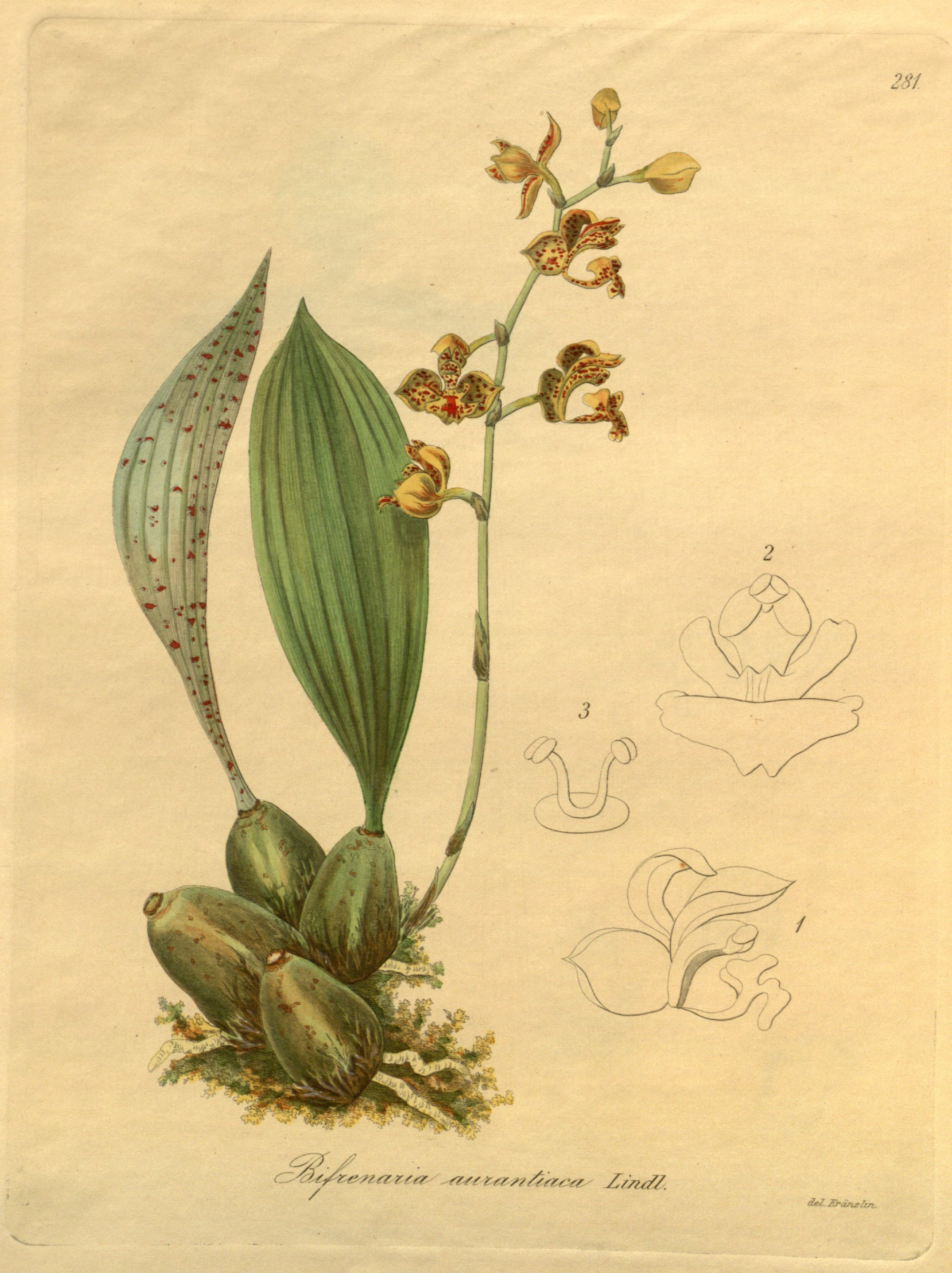